# San Martín, Salamanca
San Martín är en ort i Mexiko.   Den ligger i kommunen Salamanca och delstaten Guanajuato, i den centrala delen av landet, 230 km nordväst om huvudstaden Mexico City. San Martín ligger 1 728 meter över havet och antalet invånare är 146.
Terrängen runt San Martín är en högslätt. Runt San Martín är det ganska tätbefolkat, med 149 invånare per kvadratkilometer. Närmaste större samhälle är Salamanca, 15,9 km nordväst om San Martín. Trakten runt San Martín består till största delen av jordbruksmark.